# UEFA-Pokal 1977/78
Der UEFA-Pokal 1977/78 war die 7. Auflage des Wettbewerbs und wurde von der PSV Eindhoven gewonnen.
Aus der BR Deutschland nahmen Eintracht Braunschweig, Eintracht Frankfurt, der FC Bayern München und der FC Schalke 04 am Wettbewerb teil, aus der DDR der FC Carl Zeiss Jena und der 1. FC Magdeburg, aus Österreich der Linzer ASK und der SK Rapid Wien, aus der Schweiz Servette Genf sowie die beiden Zürcher Vereine FC und Grasshoppers. Für die Grasshoppers Zürich war das Erreichen des Halbfinales in dieser Spielzeit der bislang größte Erfolg auf europäischer Ebene.

## Modus
Der Wettbewerb wurde in sechs Runden in Hin- und Rückspielen ausgetragen. Bei Torgleichstand entschied zunächst die Anzahl der auswärts erzielten Tore, anschließend gab es eine Verlängerung und ein Elfmeterschießen.

## 1. Runde
|                       | Gesamt    |                           | Hinspiel | Rückspiel |
| --------------------- | --------- | ------------------------- | -------- | --------- |
| Eintracht Frankfurt   | 5:0       | Sliema Wanderers          | 5:0      | 0:0       |
| AZ’67 Alkmaar         | 16:10     | Red Boys Differdingen     | 11:10    | 5:0       |
| Dundee United         | 1:3       | Kjøbenhavns Boldklub      | 1:0      | 0:3       |
| Start Kristiansand    | 8:0       | Fram Reykjavík            | 6:0      | 2:0       |
| FC Barcelona          | 8:2       | Steaua Bukarest           | 5:1      | 3:1       |
| Marek Dupniza         | 3:2       | Ferencváros Budapest      | 3:0      | 0:2       |
| Servette Genf         | 1:2       | Athletic Bilbao           | 1:0      | 0:2       |
| SEC Bastia            | 5:3       | Sporting Lissabon         | 3:2      | 2:1       |
| Bohemians Dublin      | 0:4       | Newcastle United          | 0:0      | 0:4       |
| Boavista Porto        | 1:5       | Lazio Rom                 | 1:0      | 0:5       |
| UD Las Palmas         | 8:4       | FK Sloboda Tuzla          | 5:0      | 3:4       |
| Aston Villa           | 6:0       | Fenerbahçe Istanbul       | 4:0      | 2:0       |
| Dynamo Kiew           | (a)1:1(a) | Eintracht Braunschweig    | 1:1      | 0:0       |
| Górnik Zabrze         | 5:3       | Haka Valkeakoski          | 5:3      | 0:0       |
| RC Lens               | 4:3       | Malmö FF                  | 4:1      | 0:2       |
| FC Bayern München     | 12:00     | Mjøndalen IF              | 8:0      | 4:0       |
| RWD Molenbeek         | 2:1       | FC Aberdeen               | 0:0      | 2:1       |
| Manchester City       | (a)2:2(a) | Widzew Łódź               | 2:2      | 0:0       |
| BK Frem Kopenhagen    | 1:8       | Grasshopper Club Zürich   | 0:2      | 1:6       |
| Glenavon FC           | 02:11     | PSV Eindhoven             | 2:6      | 0:5       |
| Odra Opole            | 2:3       | 1. FC Magdeburg           | 1:2      | 1:1       |
| Landskrona BoIS       | 0:6       | Ipswich Town              | 0:1      | 0:5       |
| FC Zürich             | 2:1       | ZSKA Sofia                | 1:0      | 1:1 n. V. |
| AS Armata Târgu Mureș | 1:3       | AEK Athen                 | 1:0      | 0:3       |
| Turin Calcio          | 4:1       | APOEL Nikosia             | 3:0      | 1:1       |
| Standard Lüttich      | (a)3:3(a) | Slavia Prag               | 1:0      | 2:3       |
| Linzer ASK            | 3:9       | Újpesti Dózsa SC Budapest | 3:2      | 0:7       |
| Olympiakos Piräus     | 4:6       | Dinamo Zagreb             | 3:1      | 1:5       |
| FC Carl Zeiss Jena    | 6:5       | Altay İzmir               | 5:1      | 1:4       |
| Inter Mailand         | 0:1       | Dinamo Tiflis             | 0:1      | 0:0       |
| AC Florenz            | 1:5       | FC Schalke 04             | 00:3 1   | 1:2       |
| SK Rapid Wien         | 1:3       | Internacionál Bratislava  | 1:0      | 0:3       |

## 2. Runde
|                           | Gesamt          |                         | Hinspiel | Rückspiel |
| ------------------------- | --------------- | ----------------------- | -------- | --------- |
| AZ’67 Alkmaar             | 2:2 (4:5 i. E.) | FC Barcelona            | 1:1      | 1:1 n. V. |
| 1. FC Magdeburg           | 7:3             | FC Schalke 04           | 4:2      | 3:1       |
| SEC Bastia                | 5:2             | Newcastle United        | 2:1      | 3:1       |
| FC Zürich                 | 3:7             | Eintracht Frankfurt     | 0:3      | 3:4       |
| Kjøbenhavns Boldklub      | 2:6             | Dinamo Tiflis           | 1:4      | 1:2       |
| Aston Villa               | 3:1             | Górnik Zabrze           | 2:0      | 1:1       |
| Lazio Rom                 | 2:6             | RC Lens                 | 2:0      | 0:6 n. V. |
| Ipswich Town              | 4:3             | UD Las Palmas           | 1:0      | 3:3       |
| Start Kristiansand        | 1:4             | Eintracht Braunschweig  | 1:0      | 0:4       |
| RWD Molenbeek             | 2:2 (5:6 i. E.) | FC Carl Zeiss Jena      | 1:1      | 1:1 n. V. |
| Widzew Łódź               | 3:6             | PSV Eindhoven           | 3:5      | 0:1       |
| FC Bayern München         | 3:2             | Marek Stanke Dimitrow   | 3:0      | 0:2       |
| Újpesti Dózsa SC Budapest | 2:3             | Athletic Bilbao         | 2:0      | 0:3 n. V. |
| AEK Athen                 | 3:6             | Standard Lüttich        | 2:2      | 1:4       |
| Turin Calcio              | 3:2             | Dinamo Zagreb           | 3:1      | 0:1       |
| Internacionál Bratislava  | 2:5             | Grasshopper Club Zürich | 1:0      | 1:5       |

## 3. Runde
|                     | Gesamt          |                         | Hinspiel | Rückspiel |
| ------------------- | --------------- | ----------------------- | -------- | --------- |
| Eintracht Frankfurt | 6:1             | FC Bayern München       | 4:0      | 2:1       |
| 1. FC Magdeburg     | 4:2             | RC Lens                 | 4:0      | 0:2       |
| Dinamo Tiflis       | 1:4             | Grasshopper Club Zürich | 1:0      | 0:4       |
| PSV Eindhoven       | 4:1             | Eintracht Braunschweig  | 2:0      | 2:1       |
| FC Carl Zeiss Jena  | 4:1             | Standard Lüttich        | 2:0      | 2:1       |
| SEC Bastia          | 5:3             | Turin Calcio            | 2:1      | 3:2       |
| Aston Villa         | 3:1             | Athletic Bilbao         | 2:0      | 1:1       |
| Ipswich Town        | 3:3 (1:3 i. E.) | FC Barcelona            | 3:0      | 0:3 n. V. |

## Viertelfinale
|                     | Gesamt    |                         | Hinspiel | Rückspiel |
| ------------------- | --------- | ----------------------- | -------- | --------- |
| Eintracht Frankfurt | (a)3:3(a) | Grasshopper Club Zürich | 3:2      | 0:1       |
| Aston Villa         | 3:4       | FC Barcelona            | 2:2      | 1:2       |
| 1. FC Magdeburg     | 3:4       | PSV Eindhoven           | 1:0      | 2:4       |
| SEC Bastia          | 9:6       | FC Carl Zeiss Jena      | 7:2      | 2:4       |

## Halbfinale
|                         | Gesamt    |              | Hinspiel | Rückspiel |
| ----------------------- | --------- | ------------ | -------- | --------- |
| Grasshopper Club Zürich | (a)3:3(a) | SEC Bastia   | 3:2      | 0:1       |
| PSV Eindhoven           | 4:3       | FC Barcelona | 3:0      | 1:3       |

## Finale

### Hinspiel
| SEC Bastia                                      | SEC Bastia | PSV Eindhoven | PSV Eindhoven |
| ----------------------------------------------- | --- | --- | ------------- |
| SEC Bastia                                      | \| 26. April 1978 in Bastia (Stade Armand Cesari) \| \| Ergebnis: 0:0 \| \| Zuschauer: 15.000 \| \| Schiedsrichter: Dušan Maksimović ( Jugoslawien) \|                                                                                 | \| 26. April 1978 in Bastia (Stade Armand Cesari) \| \| Ergebnis: 0:0 \| \| Zuschauer: 15.000 \| \| Schiedsrichter: Dušan Maksimović ( Jugoslawien) \|                                                                   | PSV Eindhoven |
| SEC Bastia                                      | Pierrick Hiard – André Burkhard – Jean-Louis Cazes, Charles Orlanducci , André Guesdon – Félix Lacuesta (55. François Félix), Jean-François Larios, Claude Papi – Johnny Rep, Abdelkrim Merry, Yves Mariot Cheftrainer: Pierre Cahuzac | Jan van Beveren – Adrie van Kraay – Kees Krijgh, Ernie Brandts, Huub Stevens – Jan Poortvliet, Harry Lubse, Willy van de Kerkhof, Willy van der Kuijlen – Gerrie Deijkers, René van de Kerkhof Cheftrainer: Kees Rijvers | PSV Eindhoven |
| 26. April 1978 in Bastia (Stade Armand Cesari)  | | |               |
| Ergebnis: 0:0                                   | | |               |
| Zuschauer: 15.000                               | | |               |
| Schiedsrichter: Dušan Maksimović ( Jugoslawien) | | |               |

### Rückspiel
| PSV Eindhoven                              | PSV Eindhoven | SEC Bastia | SEC Bastia |
| ------------------------------------------ | --- | --- | ---------- |
| PSV Eindhoven                              | \| 9. Mai 1978 in Eindhoven (Philips Stadion) \| \| Ergebnis: 3:0 (1:0) \| \| Zuschauer: 30.000 \| \| Schiedsrichter: Nicolae Rainea ( Rumänien) \|                                                                                        | \| 9. Mai 1978 in Eindhoven (Philips Stadion) \| \| Ergebnis: 3:0 (1:0) \| \| Zuschauer: 30.000 \| \| Schiedsrichter: Nicolae Rainea ( Rumänien) \| | SEC Bastia |
| PSV Eindhoven                              | Jan van Beveren – Adrie van Kraay (79. Nick Deacy) – Kees Krijgh, Ernie Brandts, Huub Stevens – Willy van de Kerkhof, Willy van der Kuijlen , Jan Poortvliet – René van de Kerkhof, Gerrie Deijkers, Harry Lubse Cheftrainer: Kees Rijvers | Pierrick Hiard (75. Marc Weller) – André Guesdon – Paul Marchioni, Charles Orlanducci , Jean-Louis Cazes – Félix Lacuesta, Jean-François Larios, Claude Papi – Johnny Rep, Abdelkrim Merry, Yves Mariot (57. Jean-Marie De Zerbi) Cheftrainer: Pierre Cahuzac | SEC Bastia |
| PSV Eindhoven                              | 1:0 Willy van de Kerkhof (25.) 2:0 Gerrie Deijkers (64.) 3:0 Willy van der Kuijlen (67.) | | SEC Bastia |
| PSV Eindhoven                              | Adrie van Kraay | | SEC Bastia |
| 9. Mai 1978 in Eindhoven (Philips Stadion) | | |            |
| Ergebnis: 3:0 (1:0)                        | | |            |
| Zuschauer: 30.000                          | | |            |
| Schiedsrichter: Nicolae Rainea ( Rumänien) | | |            |

## Beste Torschützen
| Rang | Spieler               | Klub                    | Tore |
| ---- | --------------------- | ----------------------- | ---- |
| 1    | Raimondo Ponte        | Grasshopper Club Zürich | 8    |
|      | Gerrie Deijkers       | PSV Eindhoven           | 8    |
| 3    | Claude Papi           | SC Bastia               | 7    |
| 4    | Trevor Whymark        | Ipswich Town            | 6    |
|      | Kees Kist             | AZ Alkmaar              | 6    |
|      | Karl-Heinz Rummenigge | FC Bayern München       | 6    |
|      | Harry Lubse           | PSV Eindhoven           | 6    |
| 8    | Carlos Morete         | UD Las Palmas           | 5    |
|      | John Deehan           | Aston Villa             | 5    |
|      | François Félix        | SC Bastia               | 5    |
|      | Bernd Hölzenbein      | Eintracht Frankfurt     | 5    |
|      | Jürgen Sparwasser     | 1. FC Magdeburg         | 5    |
|      | Johan Cruyff          | FC Barcelona            | 5    |
|      | Ruedi Elsener         | Grasshopper Club Zürich | 5    |
|      | Willy van der Kuijlen | PSV Eindhoven           | 5    |

## Eingesetzte Spieler PSV Eindhoven
| PSV Eindhoven | |
| PSV Eindhoven | - Tor: Jan van Beveren (12/-); Ton van Engelen (1/-) - Abwehr: Ernie Brandts (12/2); Adrie van Kraay (12/1); Jan Poortvliet (12/-); Huub Stevens (11/-); Kees Krijgh (10/1) - Mittelfeld: Gerrie Deijkers (12/8); Willy van de Kerkhof (12/1); Willy van der Kuijlen (11/5); Tom Smits (1/-) - Angriff: Harry Lubse (12/6); René van de Kerkhof (10/-); Nick Deacy (8/3); Guy François (4/2); Paul Postuma (4/1) - Trainer: Kees Rijvers |